# Apamea reisseri
Apamea reisseri är en fjärilsart som beskrevs av Bubacek 1926. Apamea reisseri ingår i släktet Apamea och familjen nattflyn. Inga underarter finns listade i Catalogue of Life.